# Brauerei Trunk
La Brauerei Trunk est une brasserie à Bad Staffelstein, dans le Land de Bavière.

## Histoire
Au milieu du XVe siècle, il y avait une auberge à côté de la basilique de Vierzehnheiligen, un lieu de pèlerinage des quatorze saints auxiliateurs, qui servait de la bière. La bière vient d'abord de la brasserie de l'abbaye de Langheim, et à partir du XVIIIe siècle également du domaine de Trieb. En 1803, on met en avant les preuves d'une ancienne brasserie monacale à Vierzehnheiligen, exploitée à côté de la Basilique des Quatorze Saints. Entre-temps, trois brasseries se sont succédé à Vierzehnheiligen. En plus de l'aubergi Zum Hirschen dans l'ancien restaurant de pèlerinage, il y a la brasserie Franziskaner-Convent au milieu du XIXe siècle. La brasserie d'aujourd'hui remonte à l'auberge Goldener Stern, qui était dirigée par la famille Martin et construit sa propre brasserie en 1882. Elle s'appelait initialement Sternbräu Vierzehnheiligen et après 1950 est rebaptisée Brauerei Martin. En 1989, la brasserie est reprise par la famille Trunk et continue sous le nom de Brauerei Trunk. À partir de 1933, il y a une malterie, qui ferme avant que la famille Trunk ne prenne le relais. Aujourd'hui, le bistrot-brasserie se situe dans l'ancienne malterie.

## Production
Depuis février 2022, la brasserie Trunk produit cinq bières et cinq bières saisonnières sous la marque Vierzehnheiligener Nothelfertrunk. La décoration des étiquettes s'inspire des quatorze saints auxiliateurs.